# Bekalta
Bekalta (arabe : بقالطة) est une ville côtière située à l'est du Sahel tunisien, à une quarantaine de kilomètres de Sousse et quelque 185 kilomètres de la capitale Tunis.
Rattachée administrativement au gouvernorat de Monastir, elle constitue une municipalité comptant 17 850 habitants en 2014. Elle a pour limites la mer Méditerranée à l'est, la sebkha de Moknine à l'ouest, la délégation de Téboulba au nord et le gouvernorat de Mahdia au sud.

## Géographie
Bekalta s'est développée à proximité du site antique de Thapsus. Étirée le long d'une petite péninsule pointant vers le cap Ras Dimass et ouvrant sur le golfe de Monastir, elle offre une longue plage (douze kilomètres de long) de sable fin qu'elle valorise par le développement d'une zone touristique. Elle voit d'ailleurs l'ouverture de l'éphémère village de vacances Oyyo en 2001.

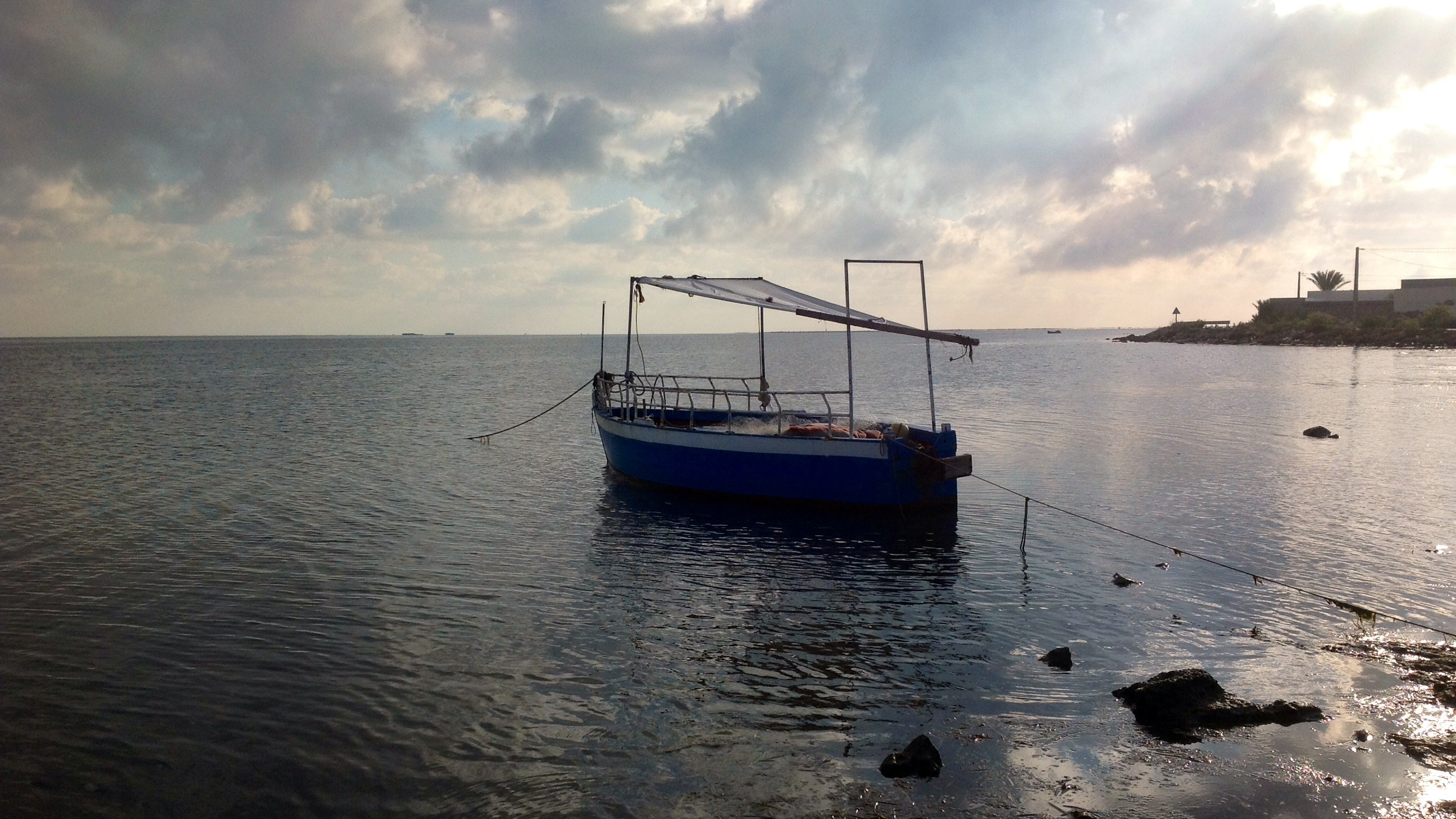
Bateau de pêche à Bekalta.
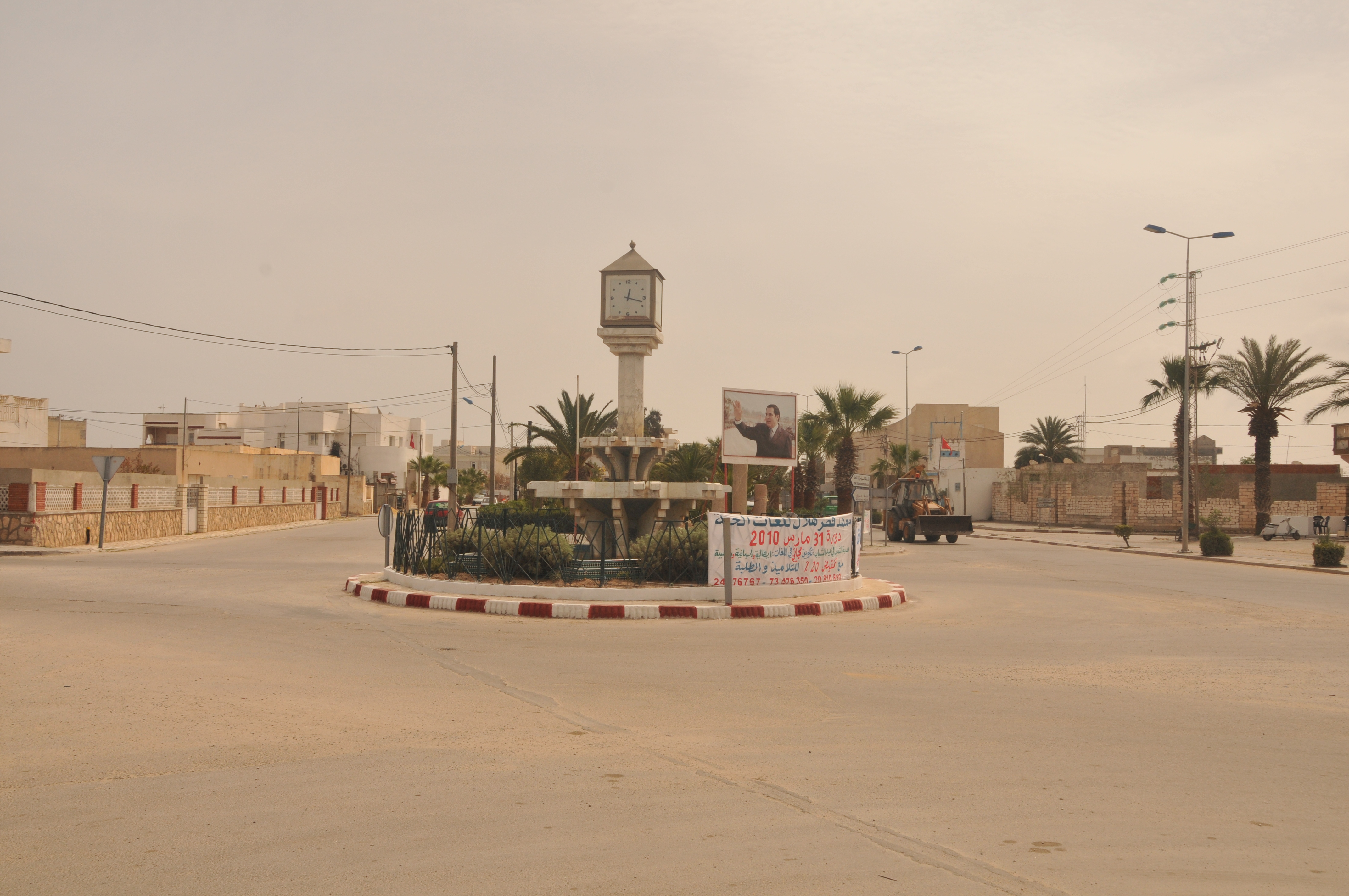
Carrefour de Bekalta.

## Économie
La population active reste en grande partie employée par l'agriculture et, en second lieu, par l'industrie textile très présente dans le gouvernorat.
La ville a donné son nom à un piment très fort appelé baklouti.

## Transport
La ville de Bekalta est desservie par une station du Métro du Sahel.